# Clubiona norvegica
Clubiona norvegica este o specie de păianjeni din genul Clubiona, familia Clubionidae, descrisă de Strand, 1900. Conform Catalogue of Life specia Clubiona norvegica nu are subspecii cunoscute.